# Смитфилд (Северна Каролина)
Смитфилд (енгл. Smithfield) град је у америчкој савезној држави Северна Каролина.

## Демографија
По попису из 2010. године број становника је 10.966, што је 544 (-4,7%) становника мање него 2000. године.
| Група             | 2000.         | 2010.         |
| Белци             | 6.611 (57,4%) | 5.658 (51,6%) |
| Афроамериканци    | 3.567 (31,0%) | 2.986 (27,2%) |
| Азијати           | 73 (0,6%)     | 88 (0,8%)     |
| Хиспаноамериканци | 1.140 (9,9%)  | 2.114 (19,3%) |
| Укупно            | 11.510        | 10.966        |